# Resolutie 759 Veiligheidsraad Verenigde Naties
Resolutie 759 van de Veiligheidsraad van de Verenigde Naties werd op 12 juni 1992 met unanimiteit van
stemmen aangenomen.

## Achtergrond
Nadat in 1964 geweld was uitgebroken tussen de Griekse- en Turkse bevolkingsgroep op Cyprus stationeerden de VN de UNFICYP-vredesmacht op het eiland. Die macht wordt sindsdien om het half jaar verlengd. In 1974 bezette Turkije het noorden van Cyprus na een Griekse poging tot staatsgreep. In 1983 werd dat noordelijke deel met Turkse steun van Cyprus afgescheurd. Midden 1990 begon het toetredingsproces van
(Grieks-)Cyprus tot de Europese Unie maar de EU erkent de Turkse Republiek Noord-Cyprus niet.

## Inhoud
De Veiligheidsraad:
- neemt nota van de rapporten van de Secretaris-Generaal over de VN-operatie in Cyprus;
- bemerkt de aanbeveling om de macht met een periode van zes maanden te verlengen;
- bemerkt ook het akkoord van de Cypriotische overheid voor het behoud van de macht na 15 juni 1992;
- bevestigt resolutie 186 (1964);

1. verlengt de VN-vredesmacht nogmaals met een verdere periode tot 15 december 1992.
2. vraagt de Secretaris-Generaal tegen 1 september 1992 voorstellen te doen om de Macht te hervormen;
3. vraagt de Secretaris-Generaal zijn bemiddeling voort te zetten, de Veiligheidsraad op de hoogte te houden en tegen 30 november 1992 te rapporteren over de uitvoering van deze resolutie;
4. roept alle betrokken partijen op om te blijven samenwerken met de macht.

## Verwante resoluties
- Resolutie 723 Veiligheidsraad Verenigde Naties (1991)
- Resolutie 750 Veiligheidsraad Verenigde Naties
- Resolutie 774 Veiligheidsraad Verenigde Naties
- Resolutie 789 Veiligheidsraad Verenigde Naties

Lijst ·  726 ·  727 ·  728 ·  729 ·  730 ·  731 ·  732 ·  733 ·  734 ·  735 ·  736 ·  737 ·  738 ·  739 ·  740 ·  741 ·  742 ·  743 ·  744 ·  745 ·  746 ·  747 ·  748 ·  749 ·  750 ·  751 ·  752 ·  753 ·  754 ·  755 ·  756 ·  757 ·  758 ·  759 ·  760 ·  761 ·  762 ·  763 ·  764 ·  765 ·  766 ·  767 ·  768 ·  769 ·  770 ·  771 ·  772 ·  773 ·  774 ·  775 ·  776 ·  777 ·  778 ·  779 ·  780 ·  781 ·  782 ·  783 ·  784 ·  785 ·  786 ·  787 ·  788 ·  789 ·  790 ·  791 ·  792 ·  793 ·  794 ·  795 ·  796 ·  797 ·  798 ·  799